# Nurhaci
Nurhaci (Manciuriană:ᠨᡠᡵᡤᠠᠴᡳ  Moellendorff: nurgaci, chineză simplificată: 努尔哈赤, chineză tradițională: 努尔哈赤; pinyin: Nǔ'ěrhāchì, alternativ Nurhachi), (n. 11 februarie 1559, Hetu Ala City⁠(d), Liaoning, Republica Populară Chineză – d. 30 septembrie 1626, Xingcheng⁠(d), Fengtian⁠(d), Dinastia Qing) a fost un important șef de clan, jurchen, care s-a remarcat la sfârșitul anilor secolului al XVI-lea în Manciuria. Nurhaci făcea parte din clanul Aisin Gioro, și a domnit de la 1616 până la moartea sa, în septembrie 1626.
Nurhaci a unit și reorganizat diversele triburi jurchene (mai târziu "manciuriene"), a consolidat sistemul militar de Opt Steaguri și în cele din urmă a lansat un asalt asupra dinastiei Ming și a regatului coreean Joseon. Cucerirea provinciei Liaoning, din nord-estul Chinei, a pus bazele cuceririi restului teritoriului Dinastiei Ming, de către urmașii săi, care vor întemeia dinastia chineză Qing în 1644. El este creditat cu întocmirea alfabetului limbii  manciuriene.
1. ↑  Ai xin jue luo jia zu shi[*], p. 87 Verificați valoarea |titlelink= (ajutor)